# Stickney (krater)
Stickney je najveći krater na Fobosu koji je Marsov satelit. Promjer kratera iznosi 9 km, zauzima znatan dio mjesečeve površine. Krater je dobio ime po Chloe Angeline Stickney Hall, supruzi otkrivača Fobosa, Asapha Halla. 1878. god. Hall je napisao da bi možda odustao od traženja satelita Marsa da nije bilo njegove supruge. Odbor za imenovanja Međunarodne astronomske unije, kojim je predsjedao Carl Sagan, imenovao je krater 1973. godine, na temelju fotografija Marinera 9.
Unutar Stickneya je manji krater promjera oko 2 km, rezultat kasnijeg udara. 2006. godine nazvan je Limtoc, prema liku iz Gulliverovih putovanja.
Izgleda da žljebovi i lanci kratera radijalno zrače od Stickneya. Spomenuta značajka dovela je do teorija da je stvaranje Stickneyja gotovo uništilo Fobos. Međutim, dokazi prikupljeni iz orbitera Mars Expressa pokazuju da oni nemaju nikakve veze sa Stickneyem i mogu se stvoriti od materijala izbačenog od udara na Mars.  Krater ima vidljive linearne teksture na unutarnjim zidovima, uzrokovane klizištima materijala koji padaju u krater.
Moguće je da je Stickney dovoljno velik da ga se vidi golim okom s površine Marsa. Nalazi se na sredini Fobosovog zapadnog ruba sa strane okrenute prema Marsu. 